# Tukulti-Ninurta I.
Tukulti-Ninurta I. (doslova Má víra je v [bohu války] Ninurtovi) byl asyrským králem a vládl v letech 1244–1207 př. n. l.
Byl nástupcem svého otce Šalmanesera I. a v první polovině své vlády získal důležité vítězství proti Chetitům v bitvě u Nihrije. Tukulti-Ninurta I. později porazil Kaštiliáše IV., krále Kassitů a zmocnil se soupeřova města Babylónu, čímž zajistil plnou asyrskou dominanci nad Mezopotámií. Po povstání v Babylonu vyplenil místní chrámy, přičemž odvezl z Babylonu jako válečnou kořist sochu boha Marduka. Později začal se stavbou nového města, Kar-Tukulti-Ninurta. Avšak jeho synové proti němu povstali oblehli ho v jeho novém městě. Během obléhání byl zabit. Jeden ze synů, Aššur-nádin-apli, po něm nastoupil na trůn.
Po jeho smrti začala asyrská říše upadat. Epos Tukulti-Ninurta popisuje válku mezi Tukulti-Ninurtou I. a Kaštiliášem IV.